# NGC 5535
NGC 5535 ist eine 15,0 mag helle elliptische Radiogalaxie vom Hubble-Typ E2 im Sternbild Bärenhüter und etwa 762 Millionen Lichtjahre von der Milchstraße entfernt.
Sie wurde am 8. Mai 1864 von Albert Marth entdeckt.